# Harold Charles d'Aspremont Lynden
Harold René Charles Marie graaf d'Aspremont Lynden (Brussel, 17 januari 1914 – Natoye, 1 april 1967) was een Belgisch politicus en minister voor PSC.

## Levensloop
Hij was een telg uit het geslacht D'Aspremont Lynden en de zoon van Charles d'Aspremont Lynden, parlementslid en minister, en de kleinzoon van Paul de Favereau, voorzitter van de Belgische Senaat en eveneens minister.
Als doctor in de rechten en licentiaat in de politieke en economische wetenschappen aan de Université Catholique de Louvain werd Harold d'Aspremont Lynden beroepshalve landeigenaar. Van 1962 tot 1967 was hij eveneens beheerder bij de Bank van Brussel. In 1944 maakte hij ook enkele maanden deel uit van het gewapend Verzet.
Van 1940 tot 1943 was hij de kabinetschef van provinciegouverneur van Luxemburg René Greindl, van 1947 tot 1950 was hij kabinetssecretaris van minister van Landbouw Maurice Orban, van 1950 tot 1954 was hij kabinetsattaché bij de premiers Jean Duvieusart (1950), Joseph Pholien (1950-1952) en Jean Van Houtte (1952-1954) en van 1958 tot 1960 was hij kabinetsattaché en vervolgens adjunct-kabinetschef van premier Gaston Eyskens.
Voor de PSC werd hij in 1946 verkozen tot gemeenteraadslid van Natoye en bleef dit tot aan zijn dood in 1967. Van 1947 tot 1967 was hij tevens burgemeester van de gemeente. Van 1949 tot 1954 was hij daarnaast ook provincieraadslid van de provincie Namen.
Nadat hij in 1960 deelnam aan de rondetafelconferentie in verband met de onafhankelijkheid van Belgisch Congo, was hij van 1960 tot 1961 minister van Afrikaanse Zaken in de Regering-G. Eyskens III. Daarna zetelde hij van 1961 tot aan zijn dood in 1967 voor het arrondissement Namen-Dinant-Philippeville in de Belgische Senaat, waar hij van 1965 tot 1967 PSC-fractievoorzitter was.

## Congocrisis
Op 20 juli 1960, negen dagen na de onafhankelijkheidsverklaring van Katanga, werd een Belgische missie voor technische bijstand met de naam MISTEBEL opgericht te Elisabethstad. D'Aspremont Lynden, toen nog adjunct-kabinetschef van premier Gaston Eyskens, stond aan het hoofd van deze missie, die instond voor technische bijstand aan de autoriteiten in Elisabethstad in de vorm van training, maar ook wapenleveringen vanuit Kamina en andere plaatsen waar nog wapenvoorraden en luchtvaartuigen lagen van de Force Publique.
Als minister van Afrikaanse Zaken vanaf 3 september 1960 was D'Aspremont Lynden samen met minister van Buitenlandse Zaken Pierre Wigny politiek verantwoordelijk voor het Belgisch beleid aan het begin van de Congocrisis. Na de onafhankelijkheid van Congo in 1960 leidde Belgische inmenging achter de schermen tot de afzetting en liquidatie van Patrice Lumumba, de wettig verkozen premier van het land, die door het Belgisch establishment gezien werd als te onbetrouwbaar. Kolonel Mobutu Sese Seko werd met onder meer Belgische steun aan de macht geholpen en zou het land gedurende meer dan dertig jaar als dictator regeren.

## Verder lezen
- (fr) Vanderstraeten, Louis-François (2005). "d'ASPREMONT LYNDEN, Harold, René, Charles, Marie, Gobert". Nouvelle Biographie Nationale VIII.  Brussel: Académie royale des sciences, des lettres et des beaux-arts de Belgique. pp. 77-80. Geraadpleegd op 7 november 2020.